# Dub v Řásnovce
Dub v Řásnovce najdeme v jižním cípu náměstíčka mezi raně gotickým kostelem svatého Salvátora a funkcionalistickou budovou, kde sídlí Technická správa komunikací hl. m. Prahy. Tento dub letní (Quercus robur), vysazený kolem roku 1850, je jediným památným dubem na území Starého Města.

## Základní údaje
- rok vyhlášení: 2001[2]
- odhadované stáří: asi 165 let (v roce 2016)
- obvod kmene: 265 cm (2000), 299 cm (2010)
- výška: 19 m (2010)
- výška koruny: 16 m (2010)
- šířka koruny: 14 m (2000)

## Stav stromu
Stav stromu byl vyhodnocen jako velmi dobrý (2010), nejsou patrné žádné známky poškození.

## Další zajímavosti
Kousek za dubem se ulice Řásnovka mění v romantickou úzkou uličku klikatící se k Haštalskému náměstí. Ve Starém Městě je ještě jeden památný strom, tis červený v Rajském dvoře u Františkánů. Odhadované stáří tohoto tisu je asi 400 let, dub v Řásnovce je tedy podstatně mladší. Asi 350 m od dubu, u kostela sv. Klimenta na Novém Městě, roste platan v ulici Nové Mlýny.
Nedaleko v Revoluční ulici je zastávka pražské MHD Dlouhá třída.